# توماس هاوس
توماس هاوس (انگلیسی: Thomas Howes؛ زادهٔ ۱۹۸۶ میلادی) بازیگر و آهنگ‌ساز اهل بریتانیا است.
وی دانش‌آموختهٔ «مدرسهٔ تئاتر و موسیقی گیلدهال» است.
از فیلم‌ها یا برنامه‌های تلویزیونی که وی در آن نقش داشته است، می‌توان به آنا کارنینا (۲۰۱۲) و دانتون ابی (۲۰۱۱-۲۰۱۰) اشاره کرد.